# Ole Pohlmann
Ole Pohlmann (Minden, 5 aprile 2001) è un calciatore tedesco, centrocampista del Rio Ave.

## Carriera

### Club
Pohlmann è cresciuto nel settore giovanile del Wolfsburg, che lo ha assegnato alla seconda squadra nel 2020. Nel luglio del 2021 è passato al Borussia Dortmund, finendo anche qui nella squadra riserve in 3. Liga. Il 2 febbraio 2024 ha debuttato in prima squadra subentrando nel secondo tempo dell'incontro di Bundesliga pareggiato 0-0 contro l'Heidenheim.
Il 2 luglio 2024 ha firmato un contratto triennale con il Rio Ave, club della prima divisione portoghese.

### Nazionale
Ha giocato nelle nazionali giovanili tedesche Under-15, Under-16, Under-17 ed Under-18.

## Statistiche

### Presenze e reti nei club
Statistiche aggiornate al 30 agosto 2024.’’
| Stagione        | Squadra              | Campionato      | Campionato | Campionato | Coppe nazionali | Coppe nazionali | Coppe nazionali | Coppe continentali | Coppe continentali | Coppe continentali | Altre coppe | Altre coppe | Altre coppe | Totale | Totale |
| Stagione        | Squadra              | Comp            | Pres       | Reti       | Comp            | Pres            | Reti            | Comp               | Pres               | Reti               | Comp        | Pres        | Reti        | Pres   | Reti   |
| --------------- | -------------------- | --------------- | ---------- | ---------- | --------------- | --------------- | --------------- | ------------------ | ------------------ | ------------------ | ----------- | ----------- | ----------- | ------ | ------ |
| 2019-2020       | Wolfsburg II         | RL              | 2          | 0          |                 | -               | -               |                    | -                  | -                  |             | -           | -           | 2      | 0      |
| 2020-2021       | Wolfsburg II         | RL              | 8          | 1          |                 | -               | -               |                    | -                  | -                  |             | -           | -           | 8      | 1      |
| 2021-2022       | Borussia Dortmund II | 3L              | 37         | 2          |                 | -               | -               |                    | -                  | -                  |             | -           | -           | 37     | 2      |
| 2022-2023       | Borussia Dortmund II | 3L              | 31         | 3          |                 | -               | -               |                    | -                  | -                  |             | -           | -           | 31     | 3      |
| 2023-2024       | Borussia Dortmund II | 3L              | 29         | 13         |                 | -               | -               |                    | -                  | -                  |             | -           | -           | 29     | 13     |
| 2023-2024       | Borussia Dortmund    | BL              | 2          | 0          | CG              | 0               | 0               |                    | -                  | -                  |             | -           | -           | 2      | 0      |
| 2024-2025       | Rio Ave              | PL              | 4          | 0          | CP+CdL          | 0               | 0               |                    | -                  | -                  |             | -           | -           | 4      | 0      |
| Totale carriera | Totale carriera      | Totale carriera | 113        | 19         |                 | 0               | 0               |                    | -                  | -                  |             | -           | -           | 113    | 19     |